# Perle (prénom)
Perle un prénom rattaché à Marguerite du fait de la signification du mot latin margarita : perle.

## Étymologie
Le mot vient du latin perna (cuisse et coquillage), probablement par l'intermédiaire du diminutif en latin vulgaire pernula. Le mot italien perla est tardif.

## Personnalités portant ce prénom
- Pour l'ensemble des articles sur les personnes portant ce prénom, consulter :
  - la liste des articles dont le titre commence par ce prénom
  - les listes produites par Wikidata : Liste des personnes de prénom « Perle » — même liste en incluant les éventuels prénoms composés qui contiennent « Perle ».